# John F. Brock
Cet article possède un paronyme, voir John Brock.
John F. Brock, né le 6 mai 1948 à Moss Point dans le Mississippi, est l'actuel Président du conseil d'administration d'une société anonyme et Directeur général de Coca-Cola Enterprises (CCE), la troisième plus grande commercialisation mondiale, distributeur, et producteurs de produits Coca-Cola. Il a plus de 25 ans d'expérience dans le secteur des ventes de boissons.

## Carrière à Coca-Cola Enterprises
Brock a rejoint Coca-Cola Enterprises en tant que président et chef de la direction et membre du conseil d'administration en avril 2006. Il a été nommé président en avril 2008.
En tant que président du conseil d'administration et directeur général de CCE, lui et son équipe ont mis en place le premier cadre d'exploitation globale de l'entreprise avec une vision unique et trois priorités stratégiques. Brock a joué un rôle clé dans de récents et importants accords de distribution de CCE, incluant Vitaminwater, Abbey Well (en Grande-Bretagne), Monster et Cadbury Schweppes (aux Pays-Bas). Il s'est également donné comme priorité de mettre en œuvre des initiatives et des pratiques commerciales axées sur la responsabilité d'entreprise et le développement durable dans l'ensemble de CCE, comme l'exploitation du plus important parc de camions électriques hybrides en Amérique du Nord et la création de la filiale Coca-Cola Recycling, afin d'ouvrir la voie en capturant l'équivalent de 100 % des emballages de Coca-Cola.
Le 25 juin 2012, Brock a été nommé "Business Leader of the Year" lors de la remise des prix 2012 Responsible Business Awards d'Ethical Corporation pour avoir dirigé et mis en œuvre le plan de développement durable de Coca-Cola Enterprises.

### Rémunération
En tant que Directeur général de Coca-Cola Enterprises en 2009, John F. Brock a perçu au total de 14 295 701 $, qui comprenait un salaire de base de 1 150 000 $, un bonus de 3 500 000 $, les stocks accordés de 6 720 605 $, et les options attribuées de 2 799 898 $.

## Histoire de la carrière professionnelle
En 1972, Brock a rejoint Procter & Gamble dans le développement de produits, et en 1983, a été recruté par Cadbury Schweppes pour diriger les fonctions techniques et opérationnelles en Amérique du Nord pour Schweppes et aussi son unité commerciale sœur, Mott's (en). Cinq ans plus tard, il a été promu à la tête du marketing mondial chez Cadbury Schweppes. En 1990, il est nommé président de la division internationale des boissons de Cadbury Schweppes pour les marchés extérieurs aux États-Unis et à l'Europe. Deux ans plus tard, il a été nommé président du commerce des boissons européennes de Cadbury, et devient bientôt président des boissons en Amérique du Nord. En 1995, Brock et son équipe ont organisé l'acquisition de Dr Pepper/Seven Up (en) (DPSU) et Brock est devenu président et chef de la direction de l'ensemble des activités nord-américaines. Un an plus tard, Brock s'est joint au conseil d'administration de Cadbury Schweppes et a été nommé directeur général et chef de la direction de Global Boissons.
En 1999, Brock a dirigé la formation de Dr Pepper/Seven Up Bottling Group, Inc. qui, à l'époque, mettait en bouteille près de 60 % du volume de DPSU dans le système indépendant.
En mars 2000, Brock a été nommé chef de l'exploitation de Cadbury Schweppes et président du conseil d'administration de Dr Pepper/Seven Up Bottling Group. Plus tard cette année-là, il a été nommé cadre de l'année dans l'industrie des boissons.
En 2003, Brock a été nommé CEO d'Interbrew, dont le siège social est situé à Bruxelles (Belgique). En 2004, Brock et son équipe ont orchestré la fusion d'Interbrew et d'AmBev pour former InBev, le plus grand brasseur au monde en volume. Brock a été nommé PDG et a dirigé l'entreprise dont les marques mondiales comprenaient Stella Artois, Beck's et Brahma.
Brock a récemment été nommé président du conseil d'administration des Amériques pour le International Business Leaders Forum (en) (IBLF) et siège actuellement au conseil d'administration d'IBLF. Brock a déjà été administrateur de Dow Jones & Company, The Campbell Soup Company et Reed Elsevier, Plc à Londres. En tant qu'ancien ingénieur émérite de Georgia Tech, Brock a siégé au conseil consultatif du président et siège actuellement au conseil d'administration de la Georgia Tech Foundation (en). John est également membre du conseil d'administration de l'école de commerce Owen Business School de l'Université Vanderbilt.

## Éducation et vie privée
Brock a obtenu à la fois son Bachelor (1970) et un Master (1971) ès sciences en génie chimique du Georgia Institute of Technology à Atlanta, en Géorgie, où il était un membre de la fraternité étudiante de Phi Sigma Kappa (en). Il est marié à Mary Brock. Le couple a trois enfants nommés John, Rebecca, et Major.
Le 15 septembre 2010, il a été annoncé que Brock et sa femme feraient un don de 3,5 millions de dollars pour construire un nouveau centre d'entraînement intérieur pour le programme de football de Georgia Tech.
Brock et sa famille ont également financé deux chaires de 6 millions de dollars à Winship Cancer Institute (en) d'Emory et au Georgia Institute of Technology pour appuyer la recherche novatrice en nanotechnologie du cancer.